# HK Mogo
HK Mogo je klub ledního hokeje z hlavního lotyšského města Rigy. Je účastníkem nejvyšší soutěže Latvijas hokeja līga. Klub hrál své domácí zápasy v hale Inbox.lv ledus a v říjnu 2016 se přestěhoval do zrekonstruované haly Mogo ledus (bývalá hala Akadēmijas ledus) v areálu Lotyšské tělovýchovné akademie na třídě Brīvības gatve. Klubové barvy jsou bílá, zelená a modrá.

## Historie
Klub byl založen v roce 2014 a jeho sponzorem je finanční společnost Mogo. Hned ve své první sezóně získal v roce 2015 mistrovský titul. O rok později vypadlo HK Mogo v semifinále play-off s HK Kurbads, v sezóně 2016/17 vyhrálo základní část a prohrálo ve finále, v následující sezóně opět vyhrálo základní část a vypadlo v semifinále, v roce 2019 získalo svůj druhý titul.
Klub také vyhrál lotyšský hokejový pohár v letech 2016, 2017 a 2018.
Vzhledem k mistrovskému titulu v roce 2015 se HK Mogo kvalifikoval do druhého kola kontinentálního poháru IIHF 2015/16 . Po třech vítězstvích nad CH Jaca , HDD Jesenice a DVTK Jegesmedvék se klub dostal do třetího kola. V tomto byl HK Mogo poražen HC Asiago , Herning Blue Fox a HK Ertis Pawlodar  a obsadil poslední místo ve skupině D.
Pro kontinentální pohár IIHF 2019/20 byl HK Mogo přidělen do druhého kola skupina C. V rumunském Brašově porazil Corona Brašov 5:3, Červenou hvězdu Bělehrad 6:1 ale pak prohrál v souboji o první postupové místo s Donbass Doněck 2:3 po nájezdech.

## Sezónní statistiky
| Sezóna  | Zápasy | Výh. | VPP | PPP | Por. | VG  | OG  | Body | Základní část | Play-off                              |
| ------- | ------ | ---- | --- | --- | ---- | --- | --- | ---- | ------------- | ------------------------------------- |
| 2014/15 | 30     | 23   | 1   | 2   | 4    | 160 | 82  | 73   | 1. místo      | Mistr 4:2 s HK Kurbads                |
| 2015/16 | 30     | 19   | 4   | 2   | 5    | 169 | 83  | 67   | 2. místo      | Semifinálová porážka 1:3 s HK Kurbads |
| 2016/17 | 30     | 21   | 3   | 1   | 5    | 196 | 94  | 70   | 1. místo      | Finalová porážka 3:4 s HK Kurbads     |
| 2017/18 | 30     | 21   | 4   | 1   | 4    | 147 | 74  | 72   | 1. místo      | Semifinálová porážka 2:4 s HK Zemgale |
| 2018/19 | 36     | 25   | 3   | 3   | 5    | 165 | 79  | 84   | 1. místo      | Mistr 4:2 s HK Kurbads                |
| 2019/20 | 35     | 22   | 2   | 2   | 9    | 150 | 101 | 50   | 3,místo       | nehráno z důvodu covid                |
| 2020/21 | 36     | 18   | 1   | 4   | 13   | 134 | 92  | 42   | 4. místo      | Semifinálová porážka 2:4 s HK Zemgale |

## Trenér
- Mihails Beskašnovs (2014-2015)
- Oļegs Sorokins (2015-2018)
- Igors Smirnovs (od roku 2018)

## Známí bývalí hráči
- Agris Saviels
- Kārlis Ozoliņš
- Vladimir's Mamonovs
- Aleksejs Širokovs
- Kaspars Saulietis